# 涅季亞吉夫希納
50°29′5″N 32°19′34″E / 50.48472°N 32.32611°E
涅季亞吉夫希納（烏克蘭語：Нетягівщина），是烏克蘭的村落，位於該國北部切爾尼戈夫州，由普里盧基區負責管轄，始建於1800年，面積0.22平方公里，海拔高度125米，2001年人口18，人口密度每平方公里83人。